# Dwór Oliwski
Dwór Oliwski, Dwór Schwabego – zabytkowy obiekt powstały prawdopodobnie w II połowie XVI w. na terenie Oliwy, będącej obecnie dzielnicą Gdańska. 
Jeden z nielicznych zabytkowych zespołów dworskich położonych na terenie i w okolicach Gdańska, który nie uległ przebudowom po II wojnie światowej. W murach kompleksu działał luksusowy 5-gwiazdkowy hotel Dwór Oliwski City Hotel & SPA.

## Lokalizacja
Dwór usytuowany został nad Potokiem Oliwskim, na styku Doliny Radości i Doliny Zgniłych Mostów, w miejscu zwanym historycznie Doliną Schwabego. Obecny adres to ulica Bytowska 4, 80-328 Gdańsk. Obiekt z trzech stron okalają Lasy Oliwskie, będące częścią Trójmiejskiego Parku Krajobrazowego.

## Historia
Według zachowanych źródeł historycznych dwór wraz z przylegającym sadem, ogrodem i młynem istniał w obecnym miejscu już pod koniec XVI w. (pierwsza wzmianka datowana jest na 1597 r.). Ziemie, na których znajdowała się posiadłość oraz budynki samego dworu stanowiły naówczas własność klasztoru cystersów oliwskich. Natomiast staw, w którym spotykały się Potok Oliwski i Potok Prochowy wraz z działającym przy nim młynem należał do niejakiego Kacpra Jenischa.

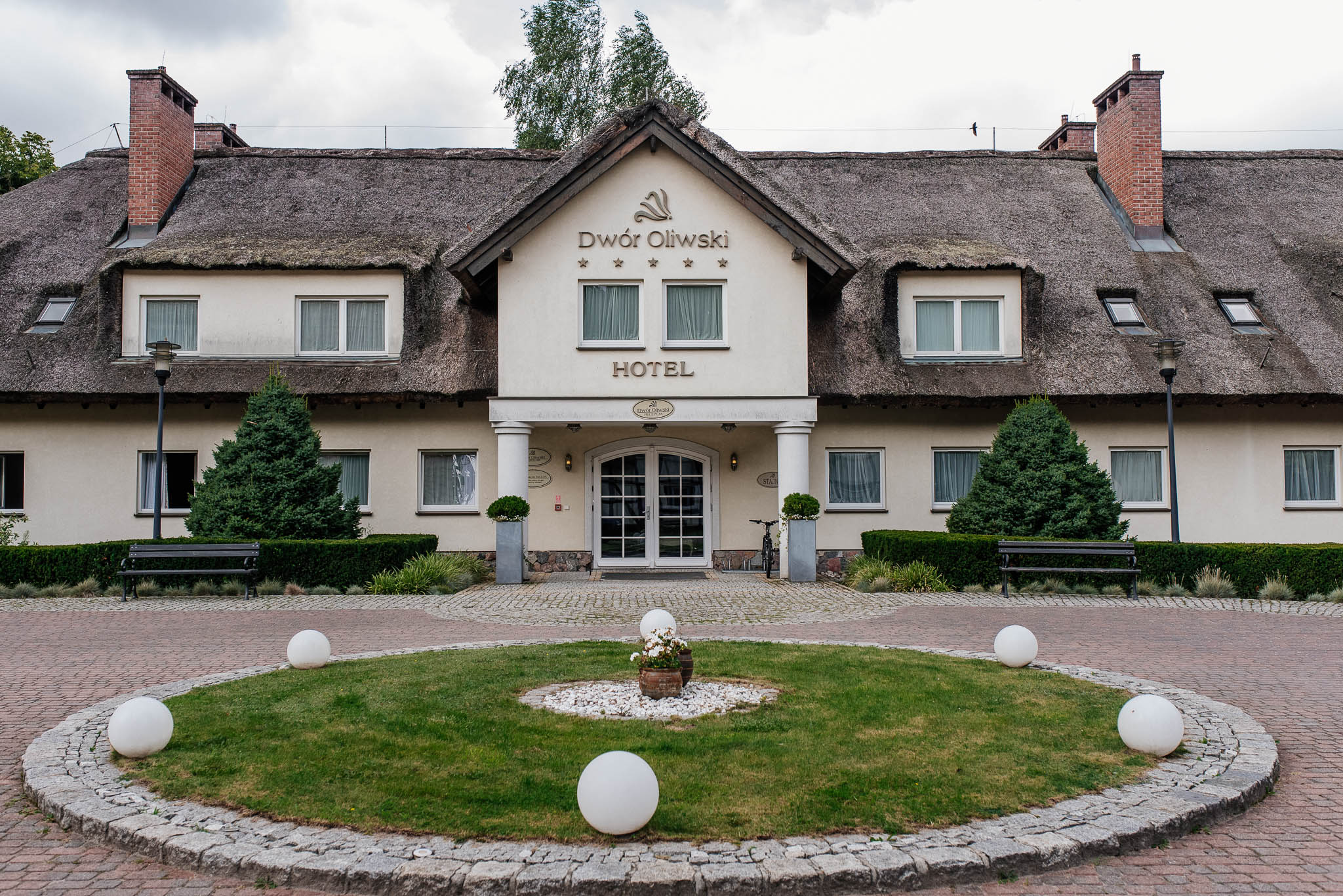
Część hotelowa Dworu Oliwskiego w Gdańsku

W 1601 r. gdański urzędnik miejski niewysokiego szczebla, Jakub Schwabe w bliżej nieznany sposób wszedł w posiadanie przywilejów zezwalających mu na odkupienie stawu z młynem, a w 1611 r. również dworu z przylegającymi doń ziemiami uprawnymi, gdzie zamieszkał wraz z małżonką – jak głoszą przekazy, kobietą o niezwykłej urodzie. Przez cztery kolejne lata posiadłość rozkwitała pod rządami małżonków. Na jej terenie powstała m.in. prężnie działająca kuźnica miedzi, przynosząca właścicielom znaczące przychody, a także winiarnia – prezent Jakuba Schwabego dla ukochanej. W roku 1615 ujawniono szeroko zakrojone malwersacje finansowe w kasie Gdańska, o które oskarżono Jakuba. W efekcie nagłośnionej afery żona Schwabego opuściła go wyprowadzając się z dworu. Nie mogąc znieść utraty ukochanej oraz niesławy, jaka otoczyła go w wyniku oskarżeń, Jakub Schwabe popełnił samobójstwo wieszając się w głównym wejściu do dworu. Rozgłos tej historii spowodował, iż przez kolejne trzy stulecia miejsce to nazywane było Dworem Schwabego (niem. Schwabenthal), zaś jego okolica do dziś bywa nazywana Doliną Schwabego.
Do 1945 roku Dwór Oliwski przechodził z rąk do rąk ok. 20 właścicieli. Po II wojnie światowej władze socjalistyczne kilkakrotnie podejmowały próby uczynienia z Dworu Oliwskiego miejsca użytku publicznego, np. tzw. domu pracy twórczej, lecz ostatecznie żaden z projektów nie został zrealizowany. Pod koniec lat 60. pojawił się nawet pomysł przekształcenia kompleksu dworskiego w chlewnię, który na szczęście również upadł. Dwór pozostawiono bez renowacji, a z czasem również bez nadzoru, co doprowadziło do jego kompletnej dewastacji. W połowie lat 80. całkowicie zawaliły się zabytkowa stodoła i spichlerz.

## Architektura
Jedynym w całości zachowanym do dziś zabytkowym budynkiem w obecnym kompleksie Dworu Oliwskiego jest barokowy budynek mieszkalny z XVII w., w którym mieści się obecnie hotelowa restauracja, bar oraz herbaciarnia. Ma on kształt zwartej, prostej, dwukondygnacyjnej bryły założonej na planie prostokąta i pokrytej mansardowym zadaszeniem. Ozdoby budynku stanowią okiennice oraz profilowane, drewniane gzymsy okalające budynek poniżej dachu. Wewnątrz zachowała się sień oraz klatka schodowa w stylu rokoko. Na pierwszym piętrze podziwiać można stiuki z ozdobnymi malowidłami. W podziemiach budynku znajduje się XVI-wieczna piwnica o charakterystycznym sklepieniu krzyżowym, w której mieści się winiarnia (po raz pierwszy urządzona tam przez Jakuba Schwabego). Od północno-zachodniej strony kompleksu rozpościera się XIX-wieczny park urządzony w stylu angielskim, który został założony prawdopodobnie na miejscu barokowego ogrodu jezuickiego. Obecni właściciele Dworu Oliwskiego zrekonstruowali budynki gospodarcze, wznosząc je jak w oryginale na kamiennych podmurówkach i pokrywając dwuspadowymi dachami ze strzechy. Wnętrza urządzone zostały w stylu prowansalskim i umeblowane toskańskimi meblami.